# Sandrine Bailly
Sandrine Bailly (Belley, 25 de noviembre de 1979) es una deportista francesa que compitió en biatlón.
Participó en tres Juegos Olímpicos de Invierno, obteniendo en total dos medallas: plata en Vancouver 2010 y bronce en Turín 2006, ambas en la prueba de relevos. Ganó ocho medallas en el Campeonato Mundial de Biatlón entre los años 2003 y 2009.

## Palmarés internacional
| Juegos Olímpicos   | Juegos Olímpicos            | Juegos Olímpicos  | Juegos Olímpicos |
| Año                | Lugar                       | Medalla           |                  |
| ------------------ | --------------------------- | ----------------- | ---------------- |
| 2006               | Turín (Italia)              | Medalla de bronce | Relevos          |
| 2010               | Vancouver (Canadá)          | Medalla de plata  | Relevos          |
| Campeonato Mundial |                             |                   |                  |
| Año                | Lugar                       | Medalla           | Prueba           |
| 2003               | Janty-Mansisk (Rusia)       | Medalla de oro    | Persecución      |
| 2003               | Janty-Mansisk (Rusia)       | Medalla de bronce | Salida en grupo  |
| 2004               | Oberhof (Alemania)          | Medalla de bronce | Salida en grupo  |
| 2006               | Pokljuka (Eslovenia)        | Medalla de bronce | Relevo mixto     |
| 2007               | Anterselva (Italia)         | Medalla de plata  | Relevos          |
| 2007               | Anterselva (Italia)         | Medalla de plata  | Relevo mixto     |
| 2008               | Östersund (Suecia)          | Medalla de bronce | Relevos          |
| 2009               | Pyeongchang (Corea del Sur) | Medalla de bronce | Relevos          |